# 航空自衛隊千歳硬式野球部
航空自衛隊千歳硬式野球部（こうくうじえいたいちとせこうしきやきゅうぶ）は、北海道千歳市に本拠地を置き、日本野球連盟に所属する社会人野球チーム（企業登録）である。

## 概要
航空自衛隊の千歳基地内に置かれている同基地の硬式野球部であり、1981年に創部した。
当初はいわゆる北海道5強の厚い壁に各種大会の出場を阻まれていたが、これらのチームが休廃部する中、21世紀に入ると地区連盟主催大会への出場を続けた。
2012年、第38回社会人野球日本選手権大会の地区最終予選でJR北海道、室蘭シャークスと相星となり、得失点差で進んだ代表決定戦では室蘭シャークスを破り初の全国大会出場を決めた。自衛隊の野球チームとしてはほかに青森、富士、岩国、防府があり、その中で都市対抗、日本選手権の本戦に出場したのは初めてのことである。

## 主要大会の出場歴・最高成績
- 社会人野球日本選手権大会 - 出場2回

## 元プロ野球選手の競技者登録
- 阿部剣友（元：読売ジャイアンツ） - 投手

## かつて在籍していた選手
- 佐藤明義（投手） - 選手として在籍。退団後、2022年より北海道ベースボールリーグ・すながわリバーズ監督。

## 参考
- グランドスラム39号（小学館；2012年4月）